# Bundesstraße 88
Die Bundesstraße 88 (Abkürzung: B 88) ist eine Bundesstraße in Deutschland. Sie beginnt in Eisenach und führt von dort über Ilmenau, Rudolstadt und Jena nach Naumburg. Die B 88 ist insgesamt 167 Kilometer lang, von denen nur die letzten elf Kilometer in Sachsen-Anhalt liegen, die übrige Strecke in Thüringen. Sie dient im Wesentlichen dem lokalen und regionalen Verkehr, da der Fernverkehr in den meisten Abschnitten die parallel verlaufenden Autobahnen A 4, A 9 und A 71 nutzt. Dennoch weisen einige Abschnitte hohe Verkehrsstärken auf, beispielsweise bis zu 20.000 Kfz/Tag im Stadtverkehr von Jena und in Rudolstadt sowie mehr als 10.000 Kfz/Tag zwischen Eisenach und Wutha-Farnroda sowie zwischen Ilmenau-Ost (A 71) und Gehren.
Nach der Wiedervereinigung wurde die B 88 in den Bereichen Eisenach, Ilmenau, Rudolstadt und Jena ausgebaut und teilweise neu trassiert. Aktuelles Ziel des Bundesverkehrswegeplans 2030 ist insbesondere der ortsdurchfahrtsfreie Ausbau des Abschnitts Rudolstadt – Jena, während einige andere dort aufgenommene Projekte im weiteren Bedarf nur geringe Realisierungschancen haben.

## Verlauf

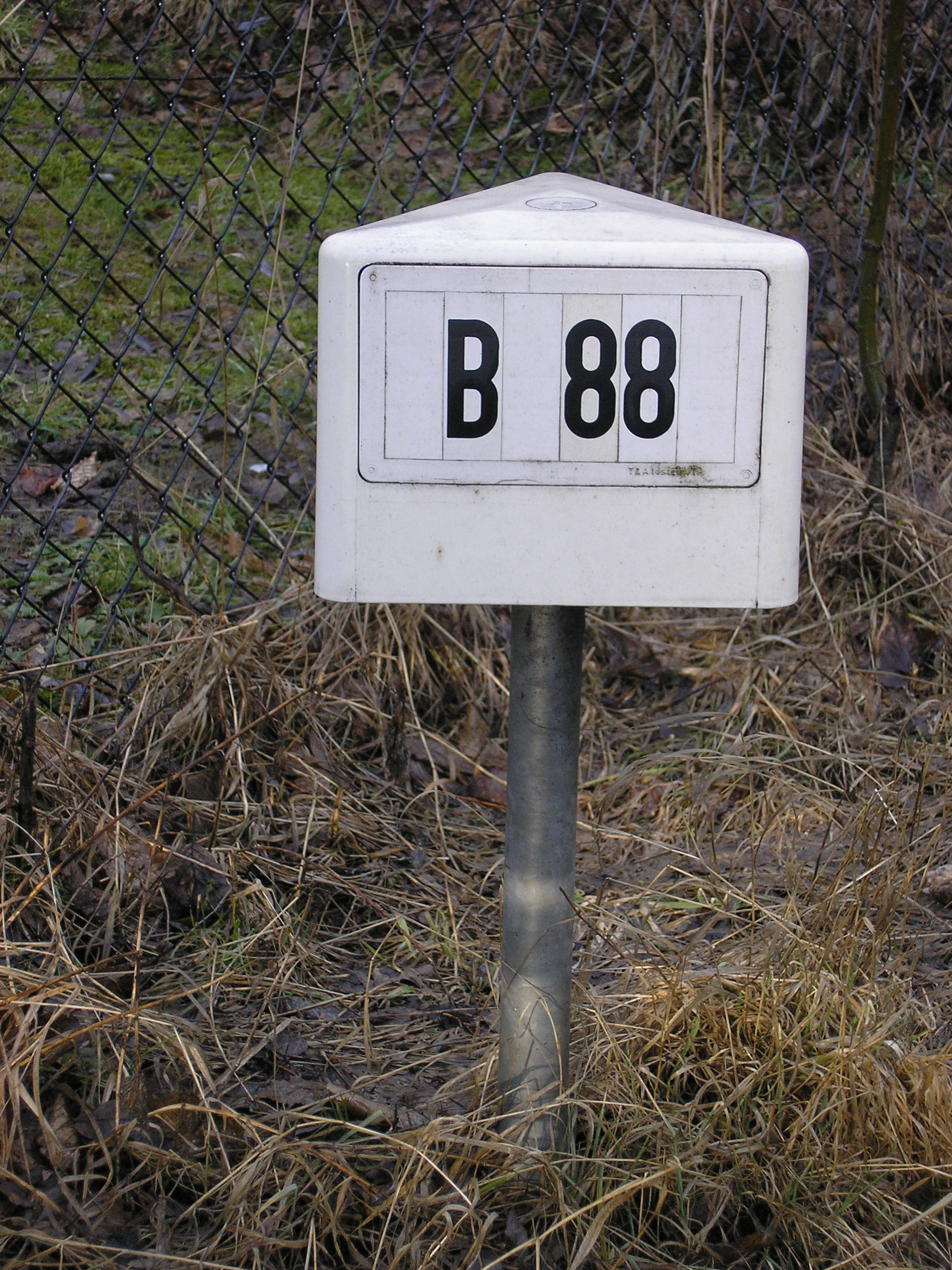
Stationszeichen der B 88 am Grenzhammer in Ilmenau

Der erste Abschnitt der B 88 wird von Eisenach in Thüringen bis Ilmenau Waldsaumstraße genannt, da sie auf der Grenze zwischen Thüringer Wald und dessen Vorland verläuft. Die B 88 führt, beginnend an der Anschlussstelle Eisenach Oststadt über die ehemalige Trasse der Bundesautobahn 4 nach Wutha-Farnroda, Thal und Seebach, durch Schmerbach und Schwarzhausen, weiter in südöstlicher Richtung vorbei an Bad Tabarz und Waltershausen nach Friedrichroda. Weiter verläuft die B 88 nach Ohrdruf, wo sie die B 247 kreuzt. Auf der 2008 fertiggestellten Ortsumgehung umfährt man die Kleinstadt an der Ohra. Die B 88 führt hinter Ohrdruf weiter nach Gräfenroda, wo sich eine Ortsumgehung in Planung befindet. Geschwenda, der nächste Ort an der B 88, besitzt bereits seit 2003 eine Ortsumgehung. Südlich von Geschwenda kreuzt sie die A 71 an der Anschlussstelle Gräfenroda. Seit 2004 ist die B 88 auf dem Teilstück von Gräfenroda bis Ilmenau-West auf die A 71 verlegt, seit 2012 bis Ilmenau-Ost.
Von der A-71-Abfahrt Ilmenau-Ost bis zum Ortseingang von Gehren ist die neue B 88 im Herbst 2012 unter Umgehung von Ilmenau und Langewiesen fertiggestellt worden. Von dort aus soll eine Verbindung zur alten Strecke bei Jesuborn geschaffen werden. Von Königsee führt die B 88 im Rinnetal weiter nach Bad Blankenburg. In Schwarza östlich von Bad Blankenburg trifft sie auf die B 85, mit der sie gemeinsam durch Rudolstadt führt. Zwischen Saalfeld und Rudolstadt ist sie zur Schnellstraße ausgebaut.
Ab Rudolstadt verläuft die B 88 im Saaletal. Die nächsten Orte ihres Verlaufes sind Orlamünde und Kahla, bevor sie an der Anschlussstelle Jena-Göschwitz auf die A 4 trifft. In Jena, wo die B 88 auf die B 7 trifft, ist sie ebenfalls zur Schnellstraße ausgebaut. Nördlich der Stadt schlängelt sie sich bis Dorndorf-Steudnitz im Saaletal. Über Camburg verläuft sie dann bis zu ihrem Endpunkt an der B 87 in Naumburg (Saale) überwiegend auf den Höhenzügen rechts der Saale.

## Ausbauplanungen

### Aktueller Bundesverkehrswegeplan
Der Bundesverkehrswegeplan 2030 sieht folgende Projekte vor.
| Projekt                                | Einstufung            | Länge (km) | Kosten (Mio. €) | NKV |
| -------------------------------------- | --------------------- | ---------- | --------------- | --- |
| Ortsumgehung Wutha-Farnroda            | weiterer Bedarf       | 5,4        | 49,5            | 1,7 |
| Spange Nauendorf                       | vordringlicher Bedarf | 3,7        | 8,7             | 6,4 |
| Ortsumgehung Gehren                    | weiterer Bedarf       | 4,4        | 18,9            | 1,0 |
| Ortsumgehung Schwarza-Süd              | vordringlicher Bedarf | 2,3        | 10,5            | 3,7 |
| Ortsumgehung Rudolstadt-Ost/Kirchhasel | vordringlicher Bedarf | 4,5        | 14,9            | 1,8 |
| Ortsumgehung Uhlstädt                  | weiterer Bedarf       | 2,3        | 61,9            | 1,8 |
| Ortsumgehung Großeutersdorf            | weiterer Bedarf       | 2,3        | 13,4            | 2,2 |
| Ortsumgehung Camburg                   | weiterer Bedarf       | 2,1        | 12,6            | 1,2 |

### Bundesverkehrswegeplan 2003
Der Bundesverkehrswegeplan 2003 sah folgende Projekte vor.
| Projekt                                  | Einstufung            | Verbleib                                       |
| ---------------------------------------- | --------------------- | ---------------------------------------------- |
| Ortsumgehung Friedrichroda               | Weiterer Bedarf       | gestrichen                                     |
| Spange Nauendorf                         | Vordringlicher Bedarf | Übernahme in BVWP 2030 (vordringlicher Bedarf) |
| Ortsumgehung Crawinkel                   | Weiterer Bedarf       | gestrichen                                     |
| Ortsumgehung Frankenhain/Gräfenroda      | Weiterer Bedarf       | gestrichen                                     |
| Ortsumgehung Ilmenau-Ost                 | Vordringlicher Bedarf | ausgeführt                                     |
| Ortsumgehung Gehren                      | Vordringlicher Bedarf | Übernahme in BVWP 2030 (weiterer Bedarf)       |
| Ortsumgehung Schwarza-Süd                | Vordringlicher Bedarf | Übernahme in BVWP 2030 (vordringlicher Bedarf) |
| Ausbau Rudolstadt Volkstedt/Schwarza-Ost | Fest disponiert       | ausgeführt                                     |
| Ortsumgehung Kirchhasel                  | Weiterer Bedarf       | Übernahme in BVWP 2030 (vordringlicher Bedarf) |
| Ortsumgehung Uhlstädt                    | Vordringlicher Bedarf | Übernahme in BVWP 2030 (weiterer Bedarf)       |
| Ortsumgehung Zeutsch                     | Vordringlicher Bedarf | in Ausführung                                  |
| Ortsumgehung Großeutersdorf              | Vordringlicher Bedarf | Übernahme in BVWP 2030 (weiterer Bedarf)       |
| Ortsumgehung Kahla                       | Vordringlicher Bedarf | gestrichen                                     |
| Ortsumgehung Rothenstein                 | Vordringlicher Bedarf | ausgeführt                                     |
| Vierstreifiger Ausbau Rothenstein – A 4  | Weiterer Bedarf       | ausgeführt                                     |
| Ortsumgehung Dorndorf-Steudnitz          | Weiterer Bedarf       | gestrichen                                     |
| Ortsumgehung Camburg                     | Weiterer Bedarf       | Übernahme in BVWP 2030 (weiterer Bedarf)       |